# Li Ming
Li Ming (chinês: 李明, pinyin: Lǐ Míng 26 de janeiro de 1971) foi um importante futebolista chinês. Li Ming, foi quem mais jogou jogos pela seleção chinesa com 141 e 8 gols. Também foi um jogador do Dalian Shide.

## Títulos

### Dalian Shide
- Chinese Jia-A League/Chinese Super League: 1994, 1996, 1997, 1998, 2000, 2001, 2002, 2005
- Chinese FA Cup: 1992, 2001, 2005